# Кисорио, Мэтью
Мэтью Кисорио — кенийский легкоатлет, бегун на длинные дистанции.
Впервые на международных соревнованиях выступил в 2007 году, когда стал бронзовым призёром чемпионата мира по кроссу в забеге юниоров. На чемпионате мира по кроссу 2008 года финишировал на 6-м месте в забеге юниоров.
6 ноября 2011 года дебютировал в марафоне, он принял участие в Нью-Йоркском марафоне, где занял 8-е место с результатом 2:10.58. Свой второй марафон он пробежал 16 апреля 2012 года в Бостоне, заняв на нём 10-е место — 2:18.15.
На чемпионате Кении в июне 2012 года он сдал кровь на анализы. В его крови был обнаружен стероид 19-норандростерон. В результате чего он был отстранён от соревнований на 2 года. Срок дисквалификации составлял с 11 июля 2012 по 10 июля 2014 года.
В сентябре 2014 года вернулся в большой спорт. Он выиграл 15-километровый пробег с результатом 45.15 в городе Бондо на западе Кении. 19 октября занял 3-е место на Валенсийском полумарафоне — 59.50.

## Достижения
- Победитель Филадельфийского полумарафона 2011 года — 58.46
- Победитель Полумарафона Маругаме 2012 года — 1:00.02

## Семья
Его отец Соме Муге в прошлом был легкоатлетом. Его младшие братья Питер Соме и Николас Тогом также известные бегуны.